# قائمة روزا ميونخ

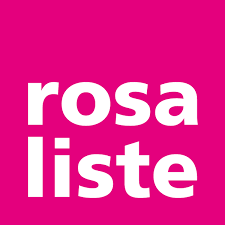
شعار روزا ليست (قائمة) ميونيخ

قائمة روزا ميونخ، هو حزب سياسي مقره ميونيخ يدافع عن حقوق مجتمع الميم.
شاركت القائمة لأول مرة في الانتخابات البلدية عام 1990، حيث تحصلت على 1.0٪ من الأصوات. في عام 1996 تحصلت على مقعد في مجلس مدينة ميونيخ، والذي تشغله منذ ذلك الحين. من عام 1996 إلى 2014، شاركت في الائتلاف البلدي إلى جانب الحزب الديمقراطي الاجتماعي الألماني وتحالف 90 / الخضر.
كما أنها تشغل مقعدين في مجلس إدارة مجلس مقاطعة لودفغفورشتات - إيزارفورشتات 

## المذكرات والمراجع
1. 1 2  "Zwanzig Jahre "Rosa Liste": Partei aus Notwehr". زود دويتشه تسايتونج (بالألمانية). 17 May 2010. Archived from the original on 2022-07-26. Retrieved 2019-12-27..
2. ↑  "80 queere Kandidat*innen für München". queer.de (بالألمانية). 20 10 2019. Archived from the original on 9 مايو 2021. Retrieved 2019-12-27. {{استشهاد ويب}}: تحقق من التاريخ في: |تاريخ= (help)
3. ↑  "30 Jahre Rosa Liste: Sie verteidigen die Vielfalt Münchens". زود دويتشه تسايتونج (بالألمانية). 17 Nov 2019. Archived from the original on 2022-09-30. Retrieved 2019-12-27..